# Diskotéka

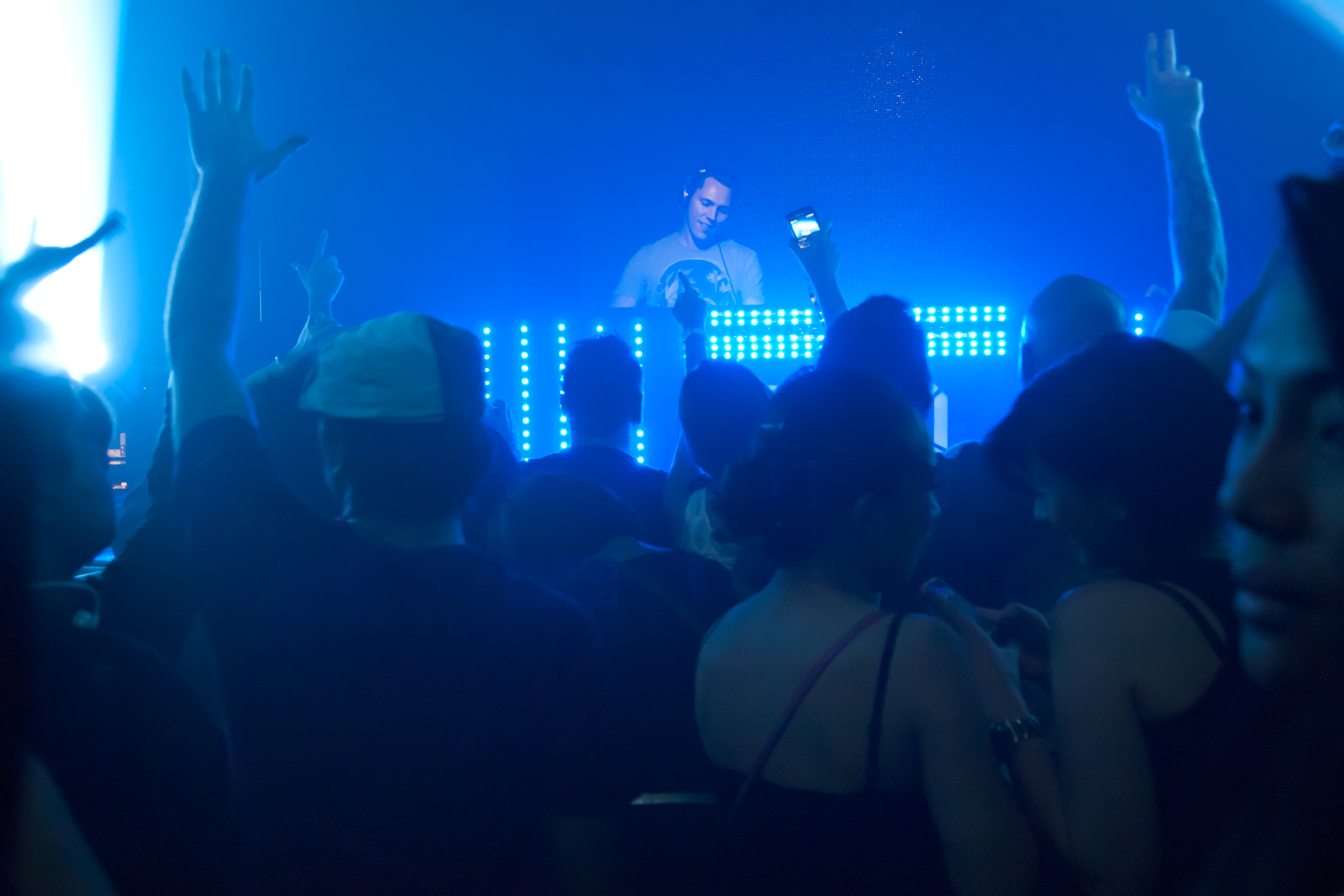
DJ při přehrávání desek

Diskotéka (zkráceně hovorově jen dýza) je obvykle společenská zábavní akce. Hlavní náplní této akce je poslech hudby a tanec. Diskotéky umožňují také vzájemné seznámení.
Diskotékou uvádí a pořádá specializovaná osoba zvaná diskžokej (doslovně přeloženo: jezdec na disku – zkráceně DJ), který pouští reprodukovanou taneční hudbu. Diskžokej plní také funkci moderátora a společenského průvodce večerem. Kromě tance a hudby bývají náplní diskotéky také různé společenské soutěže a jiné zábavní kratochvíle. Slovo diskotéka je odvozeno od francouzského discothèque.

## Průběh
Diskotéky se nejčastěji pořádají v pátek a v sobotu večer a končívají až časně ráno.